# 鎌田誠樹
鎌田 誠樹 (かまだ まさき、1980年2月12日-) は、日本のミュージカル俳優。
北海道出身。

## 略歴
高校卒業後、青年座研究所に入る。その後、東宝ミュージカルアカデミー（現ミュージカルアカデミー）に入学。卒業公演のレ・ミゼラブルでアンジョルラス役を演じる。2期生として卒業。又、同アカデミーコースも終了。
2008年、ミス・サイゴンにアンサンブルとして合格し、初舞台を踏む。
2013年、新演出版レ・ミゼラブルにアンサンブルとして出演予定だったが、ジャベール役に抜擢され、ジャベールとアンサンブル（クールフェラック）の2役を演じる。
2013年、プロパンダ・コクピットにセンパイ役で初主演。
2015年、レ・ミゼラブルに再びジャベール、クールフェラック役で登板するも、怪我のため7月以降の公演を休演。
2016年、2月の可知寛子ライブシリーズ『岡幸二郎を倒せ』※ライブにて復帰。
2016年、5月のBKLYNにて舞台復帰

## 出演作品
- ミス・サイゴン（2008年 - 2009年、帝国劇場） - シュルツ大尉 役　
  - ミス・サイゴン（2016年、帝国劇場ほか） - スウィング 役[4]
- レ・ミゼラブル（2009年 - 2011年、中日劇場/帝国劇場） - フイイ 役
  - レ・ミゼラブル（2013、帝国劇場ほか） - ジャベール、クールフェラック 役
  - レ・ミゼラブル（2015、帝国劇場ほか） - ジャベール、クールフェラック 役（けがにより途中降板）
  - レ・ミゼラブル（2017、帝国劇場ほか） - コンブフェール 役[5]
  - レ・ミゼラブル（2019、帝国劇場ほか） - コンブフェール 役
  - レ・ミゼラブル（2021、帝国劇場ほか） - 司教 役
- The Game of Love〜恋の戯れ〜（2009年）
- ドラキュラ伝説〜千年愛〜（2010年、新国立劇場/ 中日劇場ほか）
- メリー・ウィドー（2010年、日生劇場） - ニェーグシュ 役
- 蜘蛛女のキス（2011年）
- サイド・ショウ（2011年）
- ハロー・ドーリー！（2012年）
- わだつみのこえ（2012年）
- センス・オブ・ワンダー（2012年）
- EYES もつれた視線の彼方の夢は?（2012年）
- Theatre Polyphonic 第三回公演 音楽冒険活劇 ペール・ギュント（2012年）
- プロパガンダ・コクピット（2014年、2022年） - 主演・センパイ 役
- アダムスファミリー（2014年）
- キャッチ・ミー・イフ・ユー・キャン（2014年、シアタークリエほか） - ブラントン 役
- フットルース（2014年） - チャック役
- クリスマス・キャロル（2014年） - 青年スクルージ 役
- BKLYN（2016年） − テイラー役
- ひめゆり（2016年） - 滝軍曹 役
- ミュージカル「恋する♡ヴァンパイア」（2018年、天王洲 銀河劇場・他） - 力彦 役[6]
- シークレット・ガーデン（2018年）
- GODSPELL カミノコトバ（2018年）ユダ役
- Live Airline(2019年)
- デスノート THE MUSICAL[7](2020年)
- チェーザレ 破壊の創造者(2020年) -緊急事態宣言により公演中止
- ミュージカル「生きる」[8](2020年、2023年出演予定)
- マイ・フェア・レディ（2022年、帝国劇場ほか）　-ハリー役
- フリーダ・カーロ -折れた支柱-
- 『シュレック・ザ・ミュージカル』トライアウト公演 （2022年8月15日 - 28日、東京建物 Brillia HALL）- オオカミ 役、シュレック役（シュレック役spiがコロナ感染の為、アンダースタディとして出演 -8月25-28日）[9]
- one on one 34th note 「face-to-face」(2022年)　-カネダイチ役
- SPY×FAMILY（2023年、帝国劇場ほか）
  - SPY×FAMILY 2025年公演（2025年、ウェスタ川越ほか）[10]
- 『ジョジョの奇妙な冒険 ファントムブラッド』（2024年、帝国劇場ほか）[11]
- モンパルナスの奇跡〜孤高の画家モディリアーニ〜（2024年、よみうり大手町ホール）[12]
- ミュージカル「キャッチ・ミー・イフ・ユー・キャン」（2024年、東京国際フォーラムほか）[13]
- ミュージカル「ジキル&ハイド」（2026年公演予定、東京国際フォーラムほか）[14]

### ライブ活動
- 鎌田誠樹ファーストソロライブ-かまってみましょーかい(2013年12月　サラヴァ東京)
- 鎌田誠樹セカンドソロライブ-かまってみましょーかい2 (2014年12月　吉祥寺スターパインズカフェ)
- 岡幸二郎を倒せ(2014年2月　吉祥寺スターパインズカフェ)